# 鍾旭
鍾旭，江西南城县人，明朝政治人物、進士出身。

## 生平
永樂二年，登進士。后選為翰林院庶吉士，編撰永樂大典。宣德三年(1428年)接替李至刚任兴化府知府一职，宣德五年由陈敬接任。